# Siegbert A. Warwitz
Siegbert Arno Warwitz (* 19. September 1937 in Münster) ist ein deutscher Germanist, Sportwissenschaftler, Experimentalpsychologe und Wagnisforscher. Warwitz ist Autor verschiedener Testverfahren in den Bereichen Motorik und Verkehrssicherheit sowie Begründer und Förderer des mehrdimensionalen Lernens in der Unterrichtslehre.

## Leben
Siegbert A. Warwitz wurde 1937 in Münster als ältestes von fünf Kindern von Alfons und Hildegard Warwitz (geborene Dünnebacke, Tochter des Kommunalpolitikers Joseph Dünnebacke) geboren. Er besuchte zunächst die Grundschulen in Sillium bei Hildesheim und in Recklinghausen und wechselte dann an das humanistische Gymnasium Petrinum Recklinghausen, wo er 1957 das Abitur erlangte. Nach einer Ausbildung zum Offizier bei der Bundeswehr und Beförderung zum Leutnant absolvierte er ab dem Sommersemester 1958 ein Studium der Philologie (Germanistik) an den Universitäten Münster, Innsbruck und Wien. 1964 legte er sein Erstes Staatsexamen für das Höhere Lehramt in Münster ab. 1967 erwarb er das Zweite Pädagogische Staatsexamen für das Höhere Lehramt in Tübingen und promovierte sich nach einem nachfolgenden Psychologiestudium in Wien zum Dr. phil. Anschließend war er zunächst als Gymnasiallehrer am Humanistischen Gymnasium Ravensburg tätig, bevor er 1973 auf einen Lehrstuhl an der Pädagogischen Hochschule Karlsruhe berufen wurde. Dort wirkte er bis 1977 und erneut von 1991 bis 1993 als Prodekan der Fakultät V. Zwischen 1983 und 1987 bekleidete er das Amt des Dekans. Des Weiteren engagierte er sich ab 1985 als verantwortlicher Senatsbeauftragter für den Aufbau der interdisziplinären Studiengänge Musisch-Ästhetischer Gegenstandsbereich und Verkehrspädagogik. Für seine „herausragenden Beiträge zur Verkehrssicherheit von Kindern“ wurde er im Jahr 1995 mit dem Bruno-Epple-Preis ausgezeichnet. Im September 2002 wurde Warwitz emeritiert.
Die Forschung von Warwitz ist vor allem auf die Experimentelle Psychologie und die Verkehrserziehung für Kinder und Jugendliche ausgerichtet. Sein besonderes Forschungsinteresse gilt den Themen der Wahrnehmung, dem Phänomen Spiel sowie den Herausforderungen von Wagnis und Risiko. Dabei erblickt Warwitz im Wagnis ein werterfülltes Handeln, das auf einer Wertebasis beruht und von einem Streben nach Sinn getragen wird. Dem Wagnis wird eine formende Funktion für die menschliche Persönlichkeit zugesprochen. Er sieht es als Mittel einer aktiven Selbstvervollkommnung, mit der die latenten Potenziale des Menschen wachsen und beitragen können, eine Lebensaufgabe zu erfüllen. Hierbei unterscheidet er zwischen Wagnis und Nervenkitzel. Darüber hinaus hat er verschiedene didaktische Ansätze wie das Mehrdimensionale Lernen oder die Verkehrserziehung vom Kinde aus sowie Testverfahren im Bereich der Motorik wie den Wiener Koordinationsparcours und der Verkehrssicherheit, wie etwa das Fußgängerdiplom, entwickelt. Warwitz lebt in  Tettnang im Bodenseekreis.

## Schriften in Auswahl
- Interdisziplinäre Sporterziehung. Didaktische Perspektiven und Modellbeispiele fachübergreifenden Unterrichts. Hofmann, Schorndorf 1974, DNB 740560026, ISBN 3-7780-4551-2.
- Das sportwissenschaftliche Experiment. Planung – Durchführung – Auswertung – Deutung. Hofmann, Schorndorf 1976, ISBN 3-7780-9021-6.
- Mit Anita Rudolf: Projektunterricht. Didaktische Grundlagen und Modelle. Hofmann, Schorndorf 1977, ISBN 3-7780-9161-1.
- Mit Anita Rudolf (Hrsg.): Schriftenreihe Projektunterricht in Schule und Hochschule. Karlsruhe 1980–1999.
- Mit Anita Rudolf: Spielen – neu entdeckt. Herder, Freiburg im Breisgau 1982, ISBN 3-451-07952-6.
- Verkehrserziehung vom Kinde aus. Wahrnehmen – Spielen – Denken – Handeln. Schneider, Baltmannsweiler 1993, 6. Auflage 2009, ISBN 978-3-8340-0563-2.
- Sinnsuche im Wagnis. Leben in wachsenden Ringen. Erklärungsmodelle für grenzüberschreitendes Verhalten. Schneider, Baltmannsweiler 2001, 3. Auflage 2021, ISBN 978-3-8340-1620-1.
- Mit Anita Rudolf: Vom Sinn des Spielens. Reflexionen und Spielideen. Schneider, Baltmannsweiler 2003, 5. Auflage 2021, ISBN 978-3-8340-1664-5.